# Cerkev sv. Jurija, Slovenske Konjice
Cerkev sv. Jurija je župnijska cerkev nadžupnije Slovenske Konjice.
Stoji v zgornjem delu zgodovinskega srednjeveškega trga (danes Stari trg), pod nekdanjim parkom trebniškega dvorca, na vznožju Konjiške gore.

### Opis
Cerkveno stavbo sestavljajo: pravokotna cerkvena ladja predromanskih proporcev, zgrajena verjetno koncem 13. stoletja, v drugi polovici 14. stoletja prizidana križnorebrasto obokana stranska ladja, tristrano sklenjen križnorebrasti in z zunanjimi oporniki obdan prezbiterij s konca 14. stoletja, na zahodni strani zvonik, ter na južni strani baročna rožnovenska kapela.

## Zgodovina
Prvo konjiško cerkev so postavili najbrž zelo zgodaj, saj je bil tu sedež pražupnije, ki je v srednjem veku sodila pod oblast oglejskih patriarhov. Pobudo za gradnjo cerkve in za ustanovitev župnije gre pripisati konjiškim plemičem. Bila je patriarhatska, vendar preko odvetništva povezana s konjiškim gradom in gospostvom, o čemer priča tudi neposredna bližina cerkve in gradu.
Že v letih 1085−1096 se je iz očitno preobsežno zasnovane hočke pražupnije izdvojila najprej konjiška pražupnija, vsaj leta 1146 pa še slivniška pražupnija. 
Pražupnija Konjice se prvič pisno omenja leta 1146, v ohranjeni listini patriarha Pelegrina I. (1130-1161) iz Ogleja, še starejša prvotna cerkev na mestu sedanje pa se ni ohranila. 
Najstarejši del sedanje gotske cerkve je glavna ladja, pozidana verjetno koncem 13. ali v začetku 14. stoletja. Pred letom 1369 je bila h glavni ladji na severni strani prizidana grobna kapela konjiških plemičev, ki je bila posvečena sv. Jakobu. Pred letom 1464 so jo spremenili v stransko ladjo, krito s štiripolnim križnorebrastim obokom, s tem, da so jo podaljšali in jo z loki povezali z glavno. 
Do leta 1799 je bilo okoli cerkve pokopališče, katerega sestavni del je bila tudi kostnica, o kateri pa danes ni sledov.

### Glavna ladja
Prvotni ravni leseni strop v glavni ladji so v letih delovanja (1487 - 1497) tukajšnjega župnika Valentina Fabrija, savinjskega in podjunskega arhidiakona ter prošta v Dobrli vasi na Koroškem nadomestili z unikatnim mrežastim tripolnim obokom v obliki polkrožnih lokov in šesterokotnikov nad predrtimi notranjimi oporniki. O tem priča tudi ohranjeni sklepnik na stropu v glavni ladji, z grbom arhidiakona Fabrija, na katerem sta nakovalo s kladivom. Figuralne opečne konzole svoda so nad oporniki ponekod odprte v prostor. Obok, poslikan s poznogotskimi rastlinskimi motivi, pripisujejo še neznani kamnoseški stavbarski delavnici, verjetno iz zgornještajerskega Steyrja, morda celo z Dunaja, ki je gradila tudi cerkve v Dobrli vasi, v Globasnici in drugod na Koroškem, v Šmartnem pri Slovenj Gradcu, v Šentjanžu pri Dravogradu, pa tudi cerkev sv. Elizabete v Slovenj Gradcu. Posebno zanimivo so speljane stopnice na sočasno zgrajeni cerkveni kor, nameščene v nekakšno ohišje, na katerega se opira eden od nosilcev ladijskega oboka.

### Glavni in daritveni oltar
Delno je ohranjen neogotski veliki oltar s kipom sv. Jurija iz leta 1869, zgrajen pod vodstvom v Konjicah živečega furlanskega mojstra Tomaža Fantonija. Ob stenah prezbiterija so razpostavljene nadnaravno velike plastike s prejšnjega baročnega oltarja, ki prikazujejo apostola svetega Petra in svetega Pavla, sv. Hieronima ter sv. Janeza Krstnika, delo Mersijeve kiparske delavnice, znane po svojem delovanju v Rogatcu in pozneje v Slovenj Gradcu.
- Cerkvena ladja in prezbiterij
- Obokani strop s poslikavo v cerkveni ladji
- Glavni oltar
- Kupola rožnovenjske kapele s svetlobnico

### Stranski oltar
V stranski ladji t. i. »stari cerkvi« stoji marmornat oltar sv. Križa iz leta 1713, s sočasnimi kamnitimi plastikami, delo ljubljanske Mislejeve delavnice.

## Baročna rožnovenska kapela
Veliki rožnovenski oltar ima v središčnem delu plastično skupino kronane Marije device z detetom v naročju in sv. Jožefom ter sv. Joahimom, na okvirju pa je naslikanih petnajst rožnovenskih skrivnosti. Ob stebrih z ogredjem sta sohi sv. Dominika in sv. Katarine Sienske, na atiki pa je v oblakih upodobljen Bog Oče, z dvema molečima angeloma. Ves oltar je delo Tomaža Fantonija iz leta 1887, le kipi izvirajo z nekega starejšega oltarja.
Oljni sliki na oltarjih sv. Frančiška Ksaverija in sv. Miklavža v baročni rožnovenski kapeli so delo Janeza Andreja Straussa (1721-1783) iz Slovenj Gradca.
V kapeli z lanterno oz. svetlobnico na vrhu kupole so ohranjene freske Jožefa A. Lerchingerja z marijansko motiviko in personifikacijami štirih letnih časov iz leta 1749. Ključ do razlage fresk nam daje zapis, katerega del je tudi kronogram. Zunaj, na fasadi kapele je sončna ura.

### Druge fresko poslikave
Obočna poslikava prezbiterija kaže na mojstra iz kroga Friderika Beljaškega, iz prve polovice 15. stoletja. Eno osrednjih polj zavzema Bog Oče kot vladar sveta, z dvema muzicirajočima angeloma na vsaki strani, v sosednjih poljih ob njem so razporejeni štirje evangelisti s svojimi simboli, drugod je naslikan akant, ki je s pisano barvno paleto prekril obok. V cerkveni glavni ladji so bile med regotizacijo proti koncu preteklega stoletja odstranjene freske t. i. furlanskih slikarjev iz Humina Jakoba Brolla in Tomaža Fantonija, naslikane preko starejših poslikav.

## Cerkvene orgle
Leta 1911 so v popisu navedli: »Arhidiakonatska cerkev sv. Jurija v Konjicah: Orgle imajo 9 spremenov, manual čez 4 oktave in pedal čez 1 oktavo. Orgle so boljše kot v nekaterih drugih cerkvah.« Čigave so bile, ni znano. Ker so bile kasneje v zelo slabem stanju, so leta 1959 kupili nove.
Sedanje cerkvene orgle so delo orglarske delavnice Franca Jenka iz Šentvida nad Ljubljano, opus 89, iz leta 1959. Gre za pnevmatične orgle z dvaindvajsetimi registri in dvema manualoma. 16. avgusta 1959 jih je blagoslovil ljubljanski stolni prošt dr. Franc Kimovec. Prva večja prenova orgel je bila opravljena leta 2013.

### Dispozicija (izbor registrov)
| 2MP/p--s I C–g3 |           |        |
| 01.             | Principal | 16'    |
| 02.             | Principal | 8'     |
| 03.             | Flavta    | 8'     |
| 04.             | Tibija    | 8'     |
| 05.             | Dulcian   | 8'     |
| 06.             | Viola     | 8'     |
| 07.             | Oktava    | 4'     |
| 08.             | Flavta    | 4'     |
| 09.             | Kvinta    | 2 2/3' |
| 10.             | Mixtura   | III-V  |

| II C–g3 |                |     |
| 11.     | Viol-principal | 8'  |
| 12.     | Burdon         | 8'  |
| 13.     | Vox coelestis  | 8'  |
| 14.     | Travers-flavta | 4'  |
| 15.     | Suvavial       | 4'  |
| 16.     | Piccolo        | 2'  |
| 17.     | Cimbel         | III |
| 18.     | Oboa           | 8'  |

| P C–g1 |           |     |
| 19.    | Kontrabas | 16' |
| 20.    | Subbas    | 16' |
| 21.    | Burdonal  | 8'  |
| 22.    | Oktavbas  | 8'  |
| 23.    | Koral     | 4'  |

Nastavitve (okrajšave)
D: SpI SbII-I II-I SpII-I SpII I-P II-P SpI-P P.MF.F.T 

1PK.PA.PM.CR.TR 

## Ostala notranja oprema
V stenah je vzidanih več nagrobnikov, tudi figuralni epitaf domačega župnika, savinjskega in podjunskega arhidiakona Valentina Fabrija (†1509), ki pa ni bil pokopan v tej cerkvi. Na tem nagrobniku je pokojni prikazan v slovesni obleki, s proštovim pokrivalom in z opatsko palico s fanonom v roki. Levo zgoraj je grb njegove proštije v Dobrli vasi, desno grb oglejskega patriarhata, pod katerega je spadal tedanji savinjski arhidiakonat, spodaj levo grb takratnega lastnika konjiškega gradu in na desni fabrijev osebni grb z nakovalom in kladivom. V stranski ladji je bil najden sedaj uničeni heraldični epitaf Ortolfa Konjiškega (†1370).
V Rožnovenski kapeli je tudi nagrobni epitaf tukajšnjega župnika, kasnejšega škofa v Senju Boštjana Glavinića de Glamoć (*1630, †1697) z latinskim napisom.
- Nagrobnik župnika in arhidiakona Valentina Fabrija
- Poznogotski kropilnik iz 1657, dar rodbine Tattenbach
- Baročna freskovna poslikava kupole s svetlobnico
- Nagrobnik viteza Ortolfa de Gonvitz
- Sklepnik v oboku prezbiterija

## Zvonik in zvonovi

### Zgodovina
Zvonik s korenasto streho, na zahodni strani cerkve, izvira s konca 13. stoletja, v 18. stoletju (1720) je bil povišan in je dobil baročno kupolasto streho. S svojo mogočno arhitekturo se uvršča med najstarejše in največje (višina 62 m) na slovenskem Štajerskem. Leta 1831 so ga vnovič prekrili, sedanjo arhitektonsko podobo s piramidalno obliko pa je dobil leta 1871.
V zvoniku je mehanizem nekdanje stolpne ure, s štirimi številčnicami, ki je vse do pred kratkim upravljala tudi bitje, preko zvonov.
Iz zapisov izdelanih večjih zvonil v livarni Samassa v Ljubljani je razvidno, da je bil za konjiško cerkev leta 1869 ulit zvon teže 2848 kg. V župnijski kroniki je bilo na strani 41 o tem zapisano, da je bil zvon tedaj po teži tretji v škofiji, za mariborskim in ptujskim, in da ga je 26. septembra 1869 krstil škof Jakob Maksimilijan. 
Iz zvonika nadžupnijske cerkve sv. Jurija leta 1916  niso odpeljali tri zvonove, ampak dejansko pet zvonov, ostal je le najstarejši, ulit v celjski livarni Konrada Schneiderja iz leta 1715, (v drugih virih napačno leta 1716). 
Nova dva zvonova, največjega s težo 2618 kg (po nekaterih podatkih 2800 kg) in drugega s težo 780 kg je leta 1924 ulila livarna bratov Bühl  v Mariboru. Naslednje leto je lastnik usnjarne Laurich sam kupil mali zvon za cinklet.
Tudi leta 1943 so bili odpeljani v razrez trije zvonovi iz cerkve sv. Jurija, spet je ostal v zvoniku le najstarejši. Leta 1956 je župnija pridobila železni zvon iz porušene cerkve v Planini pri Semiču.
V letu 1984 je livarna Grassmayr v Innsbrucku ulila dva nova zvonova za župnijsko cerkev (št. 2 in 3), železni zvon je bil premeščen v zvonik podružnične cerkve sv. Ane.

### Konjiški Schneiderjev zvon
Od nekdanjih zvonov iz livarne celjskega zvonarja Konrada Schneiderja  (poleg tistih, navedenih v Slovenskem biografskem leksikonu pri opusu rodbine Schneider), izpričani so bili v Zrečah, v Šmartnem na Pohorju, na Brinjevi gori, pri sv. Lenartu (župnija Makole), v grajski kapeli dvorca Štatenberg in drugod, je do sedaj dejansko verodostojno obstoječ in dokumentiran poleg ptujskega tudi konjiški zvon iz leta 1715 (št. 1), ko je bila tedanja župnija še pod upravo Žičke kartuzije:
Zvon ima težo 1760 kg, v premeru ima 142 cm, od klobuka do krila 104 cm, debelina obroča je 11 cm. Leta 1906 je bil enkrat obrnjen, dotlej pa je bil obrnjen trikrat. 
Podobe: 1. sv. Jurij na konju, 2. sv. Ana z Marijo, 3. Kristus na križu z Marijo in Janezom in 4. Kristus kleče moli. Poje v tonu "es/1" in je velikoseptimnega tipa z znižano primo.
Napisa na zgornjem vratu, pod klobukom: 
AVE MARIA GRATIA PLENA DOMINVS TECVM BENEDICTA TV IN MVLIERIBVS
REFVSTA EST RECTORE ECCLESIAE RDISSIMO DNO DNO CASPARO PRAELATO SEITZELENS/
pod podobo 3. je napis: ECCE CRVCEM DEI FVGITE PARTES ADVERSAE
pod tem napisom pa: CONRATVS SCHNEIDER ME FEZIT ZILIAE † ANNO 1715
pod podobo 1. je napis: SANCTE GIORGI ORA PRO NOBIS
V čadramski župnijski kroniki se je ohranil latinski prepis iz leta 1906 še obstoječe vendar danes izgubljene (najverjetneje uničene) konjiške župnijske kronike, o posvetitvi najstarejšega schneiderjevega zvona, katerega prevod se pomensko glasi: 
»Dne 19. aprila leta 1716 (zvon je bil ulit leta 1715) je bil veliki zvon nadžupnijske bazilike svetega Jurija mučenca posvečen po prevzvišenem in prečastitem gospodu Juriju Frančišku Ksaveriju de Marotti-ju, pičenskemu škofu in novomeškemu proštu. Zvon je bil posvečen sv. Juriju mučencu in v čast sv. Frančiška Ksaverija v častitem in slavnem žičkem samostanu. Vse v večjo Božjo čast. Bartolomej Jankovič, ta čas konjiški vikar, je tako to zabeležil.«
Ob prenovi zvonika (2023-2024) je bil zvon popravljen, očiščen in na novo uglašen.

### Prenova zvonika in zvonil 2023-24
Zaradi dotrajanosti je nadžupnija Slovenske Konjice v letu 2023 pristopila k projektu prenove zvonika, tj. notranjega stopnišča in podestov, dotrajanih nosilnih tramov zvonov, vključno z jarmi in osmi. Prenova je obsegala tudi vse električne inštalacije, elektrifikacijo zvonjenja z digitalizacijo, pa tudi upravljanje pogona in bitja stolpne ure. Projekt je bil usklajen s kulturno-varstveno stroko in pridobljeno je bilo tudi kulturno-varstveno soglasje pristojnega zavoda za varstvo kulturne dediščine. V letu 2024 so bili vsi štirje zvonovi nadžupnijske cerkve v zvonarni Grassmayr v Innsbrucku tonsko medsebojno usklajeni. 
| zvon št. | slika | livar/livarna    | letnica | premer | višina                       | teža (v kg) | ton* (po podatkih zvonarne) |
| -------- | ----- | ---------------- | ------- | ------ | ---------------------------- | ----------- | --------------------------- |
| 1        |       | Konrad Schneider | 1715    | 143 cm | 104 cm (od klobuka do krila) | 1758        | d' +6/16                    |
| 2        |       | Grassmayr        | 1984    | 106 cm |                              | 651         | f' +6/16                    |
| 3        |       | Grassmayr        | 1984    | 95 cm  |                              | 470,5       | g' +6/16                    |
| 4        |       | Grassmayr        | 2023    | 172 cm |                              | 2870        | B° +6/16                    |